# フレーム切手
フレーム切手（フレームきって）は、日本郵便が発行する切手の一種である。フレームの形をした切手の内側の空白部分に、自分の好きな写真やイラストを入れることができるというもので、日本郵便ではオリジナル切手作成サービスという名称で注文を受け付けている。
切手として有効な部分はフレームの部分だけであり、内側の写真部分は切手ではない。したがって変形切手の一種といえる。

## 概要
2003年にサービスが開始された写真付き切手の後継サービスの位置づけである。2006年9月1日のサービス開始当初は10枚シートのみであったが、2011年には20枚シート、2016年には5枚シート、2021年には2枚シートが登場した。フレーム切手として作成できる切手は第二種郵便物（はがき）と第一種郵便物の最低料金の額面のみで、2024年7月現在はそれぞれ63円と84円である。また同じ額面でも複数のデザインが存在する。
郵送もしくは専用のウェブサイトにて作成申込みが受け付けられており、注文から約3週間後に郵送されてくる。公序良俗に反するような写真、国際紛争の種となるような絵柄などは認められない。注文は日本郵便が指定するシートの形でのみ可能であり、単片（バラ）で注文することはできない。一般の個人も利用できるフレーム切手作成サービスでは1枚のシートに含まれる切手の写真部分はすべて同じとなり、またそれ以外の部分は一切変更することができないが、条件付きでシート地も変更できる法人向けのオリジナル版も存在し、これは1枚ごとに写真部分を変更することも出来る。
写真付き切手に引き続き、漫画・アニメやマスコットなどのキャラクター、映画・著名人などを題材としたフレーム切手や、地方自治体によるフレーム切手などが多数発行されており、報道等では記念切手として取り上げられることも多いが、日本郵便であらかじめ発行計画が年末に発表される記念切手・特殊切手とは異なる。
印刷コストが嵩む為、額面に一定の手数料を上乗せした料金で発注者に引き渡される。前述の法人によるキャラクターなどの切手では、その発売元が台紙や解説書などといった独自の付加価値となりうる要素を追加し、切手額面よりも大幅に高い価格（例：80円10枚1セットで送料込み4000円など）で通信販売が郵便局備え付けのエンタメポスト誌面上やネット通販を中心に行われている。また、各地の郵便局支社が独自に企画する、その地域の観光名所や祭りなどをデザインしたものも発行されている。
とはいえ、先述したように写真部分はあくまでも切手として有効ではないため、切手としては全て同じものであり、写真部分だけを切り離せるようミシン目が入れられているほどである。しかし実際には『日本郵便が発行した◯◯の切手』と認識されるため、日本郵便にとっては国家の名前を使って行えるおいしい商売であるとの指摘もある。

## 歴史
2007年3月1日からローソンでwebでの受付を開始した。ローソンのサービスでは、シルバーのフレームの他に、リラックマ、ハローキティのフレームが追加された。2007年4月2日から日本郵政公社によるweb通販も開始された。

## 日本以外での事例

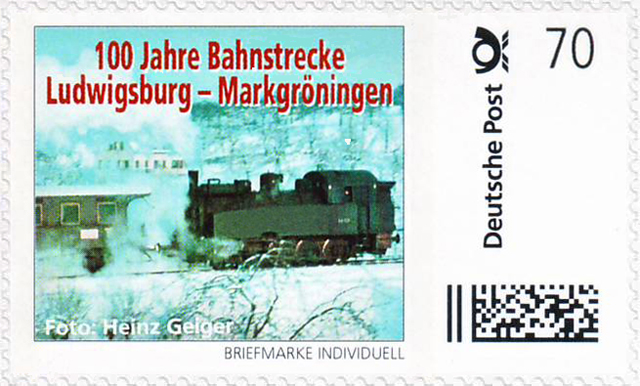
ドイツが発行するPスタンプ

日本以外の国でも同様のサービスは存在し、一般的にPスタンプ(Personalized Stamp)や"My Own Stamp"の名称で知られている。